# Wojciech Kiełczewski
Wojciech Kiełczewski (ur. w 1930 w Pińsku, zm. 13 października 1989) – polski poeta.
Od lat młodzieńczych związany z Lublinem, jako początkujący poeta należał do Koła Młodych przy Lubelskim Oddziale Związku Literatów Polskich. Zadebiutował w „Kamenie” w roku 1953. Jego utwory ukazywały się też m.in. w takich czasopismach, jak: „Nowa Kultura”, „Nowa Wieś”, „Tygodnik Kulturalny”, „Poezja”, „Żołnierz Polski”, „Nike”, „Kultura i Życie”. Pisał także pod pseudonimami: Marian Korzec, Ryszard Nizina, Irena Kłos. Jest autorem tomików poetyckich: Skrajem codzienności (1970), Komu gwiazdo, twój blask (1974), Stary żuraw grający (1979), Zanim iskra zgaśnie (1986). Jego poezja jest zrozumiała, komunikatywna, przemawia do wyobraźni i wrażliwości zwyczajnych ludzi. Opisując zwyczajne zdarzenia, z pozoru nieważkie fakty, odwołuje się do najprostszych wartości i stara się dokonywać ogólnoludzkich egzystencjalnych uogólnień. Jest pochowany na Cmentarzu na Majdanku w Lublinie.